# 1,1,1,2-tetrachlorethan
1,1,1,2-tetrachlorethan je chlorovaný uhlovodík. Je to bezbarvá kapalina sladkého chloroformového zápachu. Používá se jako rozpouštědlo a k výrobě mořidel a laků.

## Příprava
1,1,1,2-tetrachlorethan je možné připravit dvoustupňovou adiční reakcí chloru na ethyn (přes dichlorethen), avšak touto reakcí většinou vzniká 1,1,2,2-tetrachlorethan:
C2H2 + Cl2 → C2H2Cl2
C2H2Cl2 + Cl2 → C2H2Cl4
Je možné jej také připravit přímou chlorací 1,1,2-trichlorethanu:
CHCl2−CH2Cl + Cl2 → CCl3−CH2Cl + HCl